# Wang Yichun
Wang Yichun (4 de abril de 2005) es una deportista china que compitió en natación. Ganó una medalla de plata en el Campeonato Mundial de Natación en Piscina Corta de 2018, en la prueba de 4 × 50 m estilos.

## Palmarés internacional
| Campeonato Mundial en Piscina Corta | Campeonato Mundial en Piscina Corta | Campeonato Mundial en Piscina Corta | Campeonato Mundial en Piscina Corta |
| Año                                 | Lugar                               | Medalla                             | Prueba                              |
| ----------------------------------- | ----------------------------------- | ----------------------------------- | ----------------------------------- |
| 2018                                | Hangzhou (China)                    | Medalla de plata                    | 4 × 50 m estilos                    |